# Цянь Саньцян
Цянь Саньця́н (кит. упр. 钱三强, пиньинь Qián Sānqiáng, 16 октября 1913, — 28 июня 1992) — китайский учёный, ядерный физик, «отец атомной бомбы» Китая. Академик Китайской АН (1955).
Член КПК с 1954 года.

## Биография
Корнями из Хучжоу, но сам родился в Шаосине (провинция Чжэцзян). Второй сын известного китайского учёного Цянь Сюаньтуна. По национальности хань.
В 1929 году поступил на подготовительный курс факультета естественных наук Пекинского университета, в 1932 году был принят на физфак Университета Цинхуа, который окончил в 1936 году.
После окончания университета работал в научно-исследовательском центре при Пекинском университете, вскоре стал аспирантом и в 1937 году отправился во Францию. Обучался в Сорбонне и Коллеже де Франс, в последнем в 1940 году получил учёную степень доктора, занимался исследованиями под началом дочери и зятя Мари Кюри. В 1944 году стал членом Национального центра научных исследований Франции.
Лауреат физической премии имени Анри де Парвийе Французской АН (1946).
Получил должность научного руководителя Центра ядерных исследований.
В 1948 году с супругой возвратился в Китай.
Являлся профессором физфака Университета Цинхуа, директором Института современной физики (впоследствии Институт атомной энергии) Китайской АН, замминистра машиностроительного министерства № 2, руководителем отдела планирования и вице-президентом Китайской АН, главой Китайского физического общества, почётным председателем Китайской научно-технической ассоциации, спецсоветником Китайской АН.
В 1979—1982 годах ректор Чжэцзянского университета.
В апреле 1946 года в Париже женился на своей одногруппнице, также физике Хэ Цзэхуэй (1914—2011), также впоследствии академике Китайской АН (1980).
Скончался от сердечного приступа.

## Вклад в науку
Совместно с коллегами открыл явления тройного и четверного деления ядра урана, экспериментально установил связь энергии и угла разлёта, теоретически обосновал и экспериментально доказал явление тройного деления ядра.

## Память
В сентябре 1999 года, спустя семь лет после его смерти, решением ЦК КПК, Госсовета КНР и Центрвоенсовета Цянь Саньцзян был удостоен специальной премии «Двух бомб и одного спутника заслуженная награда».
25 мая 2011 года в честь Цянь Саньцяна была выпущена почтовая марка КНР из серии «Современные учёные Китая» (кит. упр. 中国现代科学家), тиражом 10,5239 млн экземпляров. На ней изображён портрет Цянь Саньцяна и фотография четверного деления ядра урана из совместной его с женой Хэ Цзэхуэй научной работы.